# Бада
Бада́ — село в Хилокском районе Забайкальского края, административный центр сельского поселения «Бадинское».
В селе — станция Бада Забайкальской железной дороги на 5883 км Транссибирской магистрали.

## География
Расположено в 51 км к западу от районного центра, города Хилок, на правом берегу реки Хилок, в долине Бадинская степь, образованной Бадинской впадиной между хребтами Яблоновый (на юге) и Цаган-Хуртэй (на севере). Гора Голец Бугутуй («Голец Беркута») или Ибэхен («Богатоодаряющая») расположена неподалёку.
Близ села находится Бадинское месторождение морденит-клиноптилолитсодержащих пород.

## История
В конце XIX века здесь располагались полукочевые бурятские поселения. В 1927—1931 годах — центр Хилоко-Бурятского (Улан-Хилокского) национального района.
В 1930-х годах в селе были открыты Хилокская машинно-тракторная станция, аэродром, военный городок и шпалозавод.
11 апреля 2013 года село Бада с рабочим визитом посетил Президент России Владимир Путин.

## Население
| 1979 | 2002  | 2010  | 2021  |
| ---- | ----- | ----- | ----- |
| 5083 | ↗5382 | ↘4687 | ↘3524 |

## Инфраструктура
В селе действуют железнодорожные и лесоперерабатывающие предприятия, строительно-монтажное управление, участковая больница, начальная и средняя общеобразовательные школы, дошкольные образовательные учреждения, музыкальная школа.

## Транспорт
В 1895 году в селе открылась железнодорожная станция Бада, которая до 1920-х называлась Бадинская степь. В 2010 году начались работы по реконструкции станции, закончившиеся в 2012 году.

## Улицы
| - Новая (улица) - 1-я Колхозная (улица) - 1-я Набережная (улица) - 1-я Сенная (улица) - 2-я Колхозная (улица) - 2-я Набережная (улица) - 2-я Сенная (улица) - 40 лет Октября (улица) - Геологическая (улица) - Гражданская (улица) - Заречная (улица) - Комсомольская (улица) - Кооперативная (улица) | - Красноармейская (улица) - Лесная (улица) - Мира (улица) - Молодёжная (улица) - Новая (улица) - Октябрьская (улица) - Первомайская (улица) - Пионерская (улица) - Полевая (улица) - Почтовая (улица) - Привокзальная (улица) - Профсоюзная (улица) | - Рабочая (улица) - Рынок (переулок) - Садовый (переулок) - Северный (городок) - Сенная (улица) - Советская (улица) - Спортивная (улица) - Уютная (улица) - Энтузиастов (улица) - Южный (городок) - Юности (улица) |  |